# Елле-Кагал
Елле-Кагал — река в России, протекает в Томской области. Устье реки находится в 268 км по левому берегу реки Нюролька. Длина реки составляет 122 км, площадь водосборного бассейна 909 км².

## Притоки
- ? км слева: Берёзовая
- 60 км слева: Талинкина
- 77 км слева: Милляксаим
- 86 км слева: Чащеватая
- 90 км слева: Берёзовая
- 100 км слева: Средний Кагал

## Данные водного реестра
По данным государственного водного реестра России относится к Верхнеобскому бассейновому округу, водохозяйственный участок реки — Васюган, речной подбассейн реки — Васюган. Речной бассейн реки — (Верхняя) Обь до впадения Иртыша.